# Corrals de la Collada
Els Corrals de la Collada són uns corrals de pastoreig del terme municipal de la Torre de Cabdella, a l'antic terme de Mont-ros, al Pallars Jussà.
Estan situats al sud-oest i molt a prop del Portell de la Collada, que li donen el nom. Són al nord-est del poble de Mont-ros, al vessant sud-oriental del Serrat de Pui.